# El retorno (serie de televisión)
El Retorno o El Retorno de Carmelo Hurtado es una serie de televisión boliviana realizada por Santa Cruz Films Producciones estrenada en 1988. Original de Enrique Alfonso, es la tercera producción televisiva de la compañía productora.

## Trama
- "El Retorno"  es un spin-off de la serie ganadora de Premio Cóndor de Plata de Enrique Alfonso de 1987, Carmelo Hurtado.

## Sinopsis
EL RETORNO (Carmelo Hurtado 2.ª Parte)
En su largo recorrido CARMELO HURTADO,  en su condición de hombre incógnito  y prófugo de la justicia,  vive situaciones conflictivas en razón  de que ha debido asumir otra identidad  par no ser descubierto 
Una vez en la Argentina, realiza todo tipo de labores par subsistir, hasta que al cabo de algunos años al enterarse de que su país esta en una confrontación bélica con el Paraguay (1932-1935), toma la determinación de regresar a su país para sumarse en calidad de voluntario a la filas del Ejército boliviano, a cuya cabeza del My. Germán Busch, quien posteriormente alcanza la presidencia de  en mérito de las acciones heroicas de Carmelo Hurtado en la guerra del Chaco, le extiende un salvoconducto par garantizar su estadía en el país.
Esta serie consta de 15 capítulos y fue filmada en salta (República Argentina), la zona del Chaco boliviano, en la Sede de Gobierno (La Paz) y la chiquitina boliviana.    

## Producción
- Luego de la adaptación de la novela "La Virgen de las Siete Calles" de Alfredo Flores, se realizó la secuela de la primera producción debido al éxito y a la aceptación que tuvo en el medio.
- La secuela "El Retorno", que en el medio local fue llamada El retorno de Carmelo Hurtado, cierra el ciclo de la saga de aventuras de este personaje-título en solo dos seriales.

## Elenco
en orden de la apertura
| Actor/Actriz                | Personaje            |
| --------------------------- | -------------------- |
| Enrique Alfonso             | Carmelo Hurtado      |
| Agustín Saavedra            | Ruperto              |
| Efraín Capobianco           | Pablo Busch          |
| María del Carmen de Alfonso | María                |
| Lorgio Jordán               | Melquiades           |
| Etelvina Peña               | Teófila              |
| Sandra Parada               | Teresa               |
| Juan Carlos Zambrana        | Germán Busch         |
| Eduardo Galarza             | Octavio              |
| Betty Justiniano            |                      |
| Marcia Capobianco           | Anita                |
| Ricardo Bowles              | Mayor Lanza          |
| Antonio Anzoategui          | Carretero            |
| Humberto Parada Caro        |                      |
| Luis Valenzuela             | Gerente              |
| Raúl Bauer                  | Periodista           |
| Caroll Zambrana             | Chavelita            |
| Frida Soria                 |                      |
| Sandra Mercado              | Secretaria           |
| Genoveva Quevedo            | Clara                |
| Claudia Alfonso             | Carmencita           |
| Carlos Callaú               | Mariano Montenegro   |
| Widen Sorich                | Pánfilo              |
| Tedy Landivar               | Secretario           |
| Antonio Gil                 |                      |
| Rodolfo Suárez              |                      |
| Jaime Sebastián             |                      |
| Marisol Méndez              | Julia                |
| Raúl González               | Ricardo              |
| Gaucho Ortiz                |                      |
| Edmindo Ribera              |                      |
| Franz Viscarra              | Tabernero            |
| Joaquín de la Fuente        |                      |
|                             |                      |
| Armengol Vaca               | Gendarme             |
| Rosita Natusch              |                      |
| Julio César Busch           |                      |
| Mónica Landivar             |                      |
| Daniel Peregó               | Director de Orquesta |
| Humberto Vaca Pereyra       | Prefecto             |
| Jorge Alí Yamal             | Doble de Carmelo     |
| Rudy Gil                    | Soldado Pila         |
| Manfredo Vaca               | Atracador            |